# Белнака-Гроші
Белнака-Гроші (рум. Bălnaca-Groși) — село у повіті Біхор в Румунії. Входить до складу комуни Шункуюш.
Село розташоване на відстані 389 км на північний захід від Бухареста, 50 км на схід від Ораді, 81 км на захід від Клуж-Напоки.

## Населення
За даними перепису населення 2002 року у селі проживали 168 осіб. Усі жителі села рідною мовою назвали румунську.
Національний склад населення села:
| Національність | Кількість осіб | Відсоток |
| -------------- | -------------- | -------- |
| румуни         | 163            | 97,0%    |
| цигани         | 5              | 3,0%     |